# نيك أندرتون
نيك أندرتون (بالإنجليزية: Nick Anderton) هو لاعب كرة قدم بريطاني في مركز ظهير ‏، ولد في 22 أبريل 1996 في برستون في المملكة المتحدة. لعب مع نادي بارو ونادي بلاكبول.

## وصلات خارجية
- نيك أندرتون على موقع قاعدة بيانات كرة القدم.إي يو (الإنجليزية)
- نيك أندرتون على موقع Soccerway.com (الإنجليزية)